# 大石千八
大石 千八（おおいし せんぱち、1935年（昭和10年）11月21日 - 2011年（平成23年）9月26日）は、日本の政治家。自由民主党所属の衆議院議員（中曽根派）。静岡県吉田町出身。

## 経歴
1954年（昭和29年）静岡県立榛原高等学校卒業。1960年（昭和35年）早稲田大学第一商学部卒業、NHKにアナウンサーとして入局。徳島放送局、名古屋放送局、福岡放送局でスポーツ担当で12年間勤務した。
1972年（昭和47年）父八治の政界引退を受けて、その地盤を継承し、第33回衆議院議員総選挙に旧静岡1区から初当選。以後、1993年（平成5年）の第40回総選挙まで連続して再選され、衆議院議員に連続8期在任した。1979年、四十日抗争時の首班指名で、所属する中曽根派の大半が反主流派の福田赳夫に投票する中で大平正芳総裁に投票する。
1981年（昭和56年）衆議院社会労働委員会理事。1986年（昭和61年）衆議院農林水産委員長。同年12月、衆議院災害対策特別委員会災害対策の基本問題に関する小委員会委員。1989年（平成元年）第1次海部内閣で郵政大臣に就任。1993年、宮澤内閣不信任案に賛成。離党せず無所属で出馬し、当選。1996年（平成8年）第41回衆議院議員総選挙に出馬せず引退。子の大石秀政が比例東海ブロックの自民党名簿で出馬し当選。
2011年9月26日、肝臓がんのため静岡県島田市の病院で死去。75歳没。同日付で、従三位に叙される。

## 国政選挙歴
- 1972年12月 - 第33回衆議院議員総選挙（静岡県第1区、自民党）当選[4]
- 1976年12月 - 第34回衆議院議員総選挙（静岡県第1区、自民党）当選[4]
- 1979年10月 - 第35回衆議院議員総選挙（静岡県第1区、自民党）当選[8]
- 1980年6月 - 第36回衆議院議員総選挙（静岡県第1区、自民党）当選[8]
- 1983年12月 - 第37回衆議院議員総選挙（静岡県第1区、自民党）当選[8]
- 1986年7月 - 第38回衆議院議員総選挙（静岡県第1区、自民党）当選[8]
- 1990年2月 - 第39回衆議院議員総選挙（静岡県第1区、自民党）当選[9]
- 1993年7月 - 第40回衆議院議員総選挙（静岡県第1区、無所属）当選[9]

## 栄典
- 2006年、春の叙勲で旭日大綬章を受章[10]。

## 家族
- 大石八治（父）[1]
- 大石秀政（息子）[1]

## その他
- 高島易断総本部神聖館を訪れたことがある。